# Brussels Indoor 1982
Il Brussels Indoor 1982 è stato un torneo di tennis giocato sul cemento indoor. È stata la 3ª edizione del Brussels Indoor, che fa parte del Volvo Grand Prix 1982. Si è giocato a Bruxelles in Belgio dall'8 al 14 marzo 1982.

## Campioni

### Singolare maschile
Vitas Gerulaitis ha battuto in finale  Mats Wilander con il punteggio di 4–6, 7–6, 6–2

### Doppio maschile
Pavel Složil /  Sherwood Stewart hanno battuto in finale  Tracy Delatte /  Chris Dunk con il punteggio di 6–4, 6–7, 7–5